# Héctor Benigno Varela
Héctor Benigno Varela (Renca, San Luis, 27 de enero de 1875 - Ciudad de Buenos Aires, 27 de enero de 1923) fue un militar argentino que llegó a tener el rango de teniente coronel. Es conocido por haber sido el responsable de la matanza de entre mil y mil quinientos obreros en Santa Cruz, durante los hechos que se conocieron como la Patagonia rebelde.

## Infancia y juventud
Nació el 27 de enero de 1875 en Renca, provincia de San Luis, hijo de Ramón S. Varela y Ramona Domínguez. Se incorporó como aspirante al Colegio Militar de San Martín el 19 de febrero de 1895; luego en diciembre de 1896 hace sus primeras armas en el Regimiento 7 de Caballería en el Territorio Nacional de Neuquén. Luego pasa al Regimiento 3, donde asciende a teniente en 1904.

## Primeras actuaciones militares
Entre sus primeras incursiones de tipo militar se encuentra la participación en la Revolución de 1905.
Años más tarde, participó activamente en la represión de la Semana Trágica, en enero de 1919, bajo el mando de Luis Dellepiane.

## La Patagonia rebelde
En noviembre de 1921 estalla en Santa Cruz la huelga de peones rurales que pasó a la historia como la «Patagonia rebelde» o «Patagonia trágica». Varela es designado por Yrigoyen para intentar limar asperezas entre las partes. Después de entrevistarse con los huelguistas se llega a un principio de acuerdo que, al retirarse Varela de las tierras patagónicas, los estancieros no cumplen y la huelga vuelve a iniciarse como si no hubiera habido acuerdo alguno.
El gobierno de Yrigoyen es fuertemente cuestionado y acusado de inacción por parte de los hacendados santacruceños, los diarios conservadores ─principalmente La Nación y La Prensa─ y por las embajadas de potencias extranjeras como Inglaterra, Estados Unidos y España. Es por ello que envía nuevamente a Varela a Santa Cruz.
El Regimiento 10.° de Caballería, a cargo de Varela, llegó a Río Gallegos el 10 de noviembre de 1921 con una tropa de unos doscientos hombres. Apenas llegado, Varela impuso la «pena de fusilamiento» contra los peones y obreros en huelga.
Las tropas de Varela persiguieron a los obreros por algo más de un mes, fusilando a la mayoría de ellos.
El hecho que mejor grafica los métodos criminales utilizados por Varela fue el asesinato de José Font, alias «Facón Grande», quien fue muerto por orden del propio Varela, luego de que este le hubiera asegurado respetar su vida si se entregaba pacíficamente unos días después del denominado Combate de Tehuelches. De esta forma, el 23 de diciembre Facón Grande fue torturado y fusilado en las cercanías del poblado de Jaramillo.

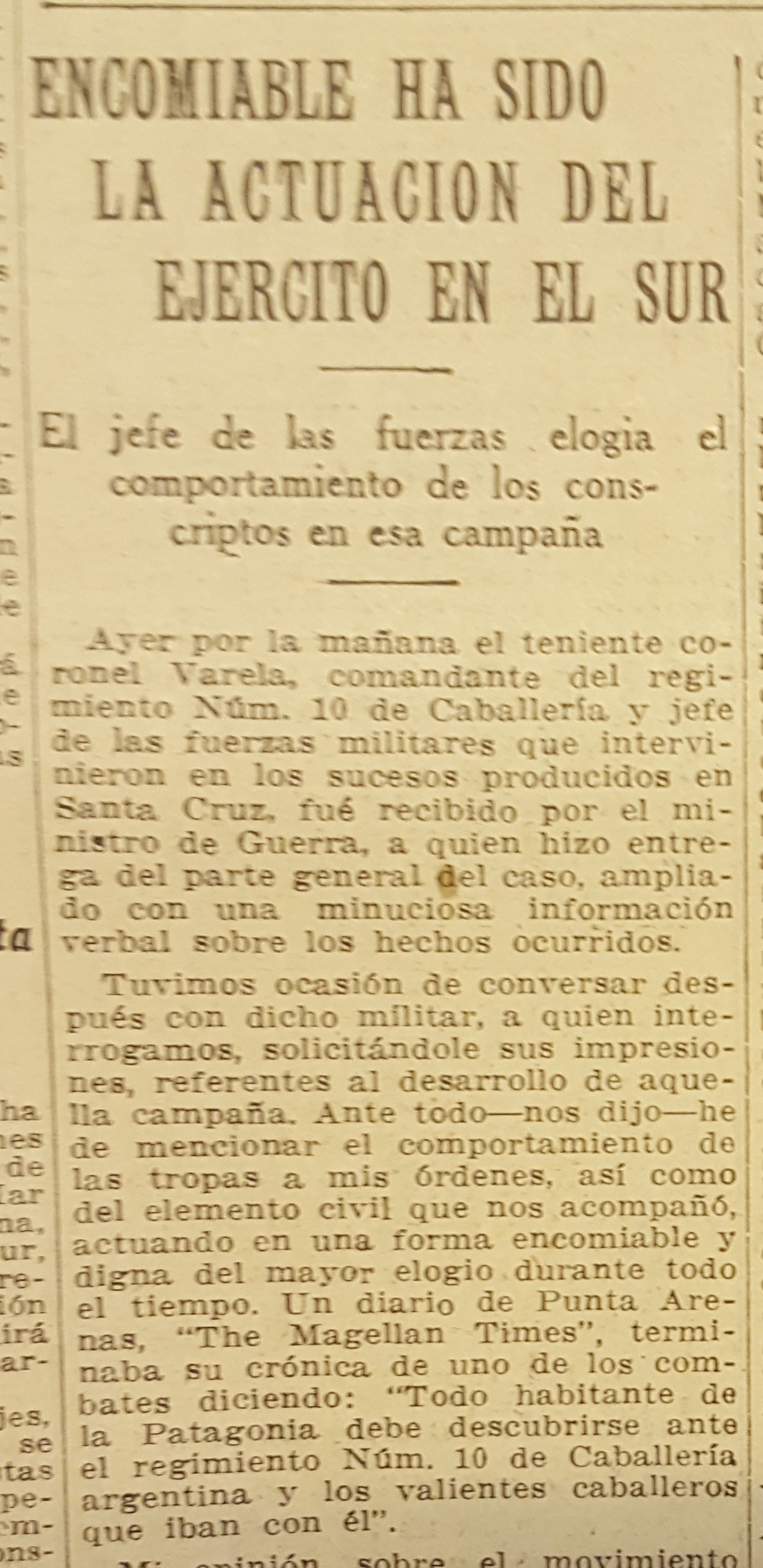
Declaraciones de Varela al diario La Nación del día 26 de enero de 1921.

Poco tiempo después la Liga Patriótica Argentina lo homenajeó con un gran banquete. A fines de enero se le orden volver a Buenos Aires, donde al arribar brinda varias entrevistas a los diarios más importantes de la época. En el mes de mayo es nuevamente homenajeado en Buenos Aires por la Liga Patriótica Argentina cuando regresan los conscriptos que estuvieron en el sur. En dicha oportunidad se le entregó una medalla y ofreció un discurso que fue luego reproducido en folleto publicado por esta institución.

## Muerte
Un año después de la finalización de la matanza en Santa Cruz, en la mañana del 27 de enero de 1923, Héctor Benigno Varela fue asesinado cuando salía de su casa de Palermo por Kurt Gustav Wilckens, un obrero alemán de ideas anarquistas, que le arrojó una bomba y le disparó cuatro tiros, emulando los cuatro tiros que ordenaba dar el mismo Varela.